# Spilococcus corticosus
Spilococcus corticosus är en insektsart som beskrevs av Mckenzie 1967. Spilococcus corticosus ingår i släktet Spilococcus och familjen ullsköldlöss. Inga underarter finns listade i Catalogue of Life.